# Paradoxa stoicorum
Paradoxa stoicorum (Paradossi degli stoici, da ora abbreviati in PS) è un'opera retorico-filosofica scritta da Marco Tullio Cicerone e dedicata a Marco Giunio Bruto, futuro cesaricida. Fu composta tra la primavera del 48 e l'inverno del 47 a.C., in un periodo di allontanamento dalla vita politica, con conseguente ripiegamento sugli studi filosofici.

## Descrizione
Nell'opera Cicerone espone i contenuti della filosofia stoica attraverso l'analisi di sei paradossi: l'intento è quello di dimostrare come enunciati che sembrano contraddire del tutto l'opinione comune possano essere resi comprensibili mediante il sapiente utilizzo di strumenti retorici.
L'Arpinate definì questo scritto filosofico opuscolum ludens, un esercizio di retorica svolto come puro passatempo. Attualmente la critica sta rivalutando il valore dato da Cicerone all'opera, dal momento che, nel proemio, lo stesso autore afferma che, sebbene questo testo non possa essere paragonato all'Atena dello scultore Fidia, sembra comunque uscito dalla sua officina.
Da non dimenticare la questione, tuttora aperta, riguardante l'attribuzione dei PS al genere filosofico, data la sua esclusione dal catalogo delle opere filosofiche presente nel De divinatione. Per la frequente ricorrenza di alcune spie (apostrofi ed invettive personali), tipiche del genere oratorio, l'opera viene anche considerata come una collazione di orazioni o meglio, un'opera nella quale si innestano frammenti di orazioni, consistenti di uno o più argomenti tra loro correlati.

## Contesto storico
Il 46 a.C. sancisce definitivamente il trionfo di Gaio Giulio Cesare. Dopo aver sconfitto definitivamente a Munda le resistenze dei pompeiani, guidati da Gneo Pompeo il Giovane e Sesto Pompeo; e dopo essere ritornato a Roma nel 49, Cesare ottenne i pieni poteri e una dittatura straordinaria, grazie alla quale il giovane politico avrebbe dovuto indire le elezioni consolari nelle quali egli stesso fu eletto console per il 48. Fu riconfermata la dittatura per un altro anno, dall'ottobre del 48. Sempre nel 48, Cesare ottenne la tribunicia potestas a vita. Nel 46 a.C. divenne dittatore rei publicae constituendae e conseguì una praefectura moribus, che praticamente gli attribuiva poteri censori. Questa scalata al potere raggiunse il suo apogeo nel 44 a.C., quando Cesare divenne dittatore a vita.
Dal 49 a.C., momento in cui ottenne i pieni poteri, Cesare intervenne, con delle leggi, per risolvere diverse problematiche. Alleviò i debiti; propose diverse leggi a favore di coloro che erano state vittime dei soprusi della politica, ripristinando pieni diritti politici ai figli dei proscritti e permettendo il rientro in patria degli esiliati. Tra il 46 e il 49, inoltre, Cesare propose un piano di colonizzazione dei veterani anche in provincia; inaugurò una politica di sviluppo edilizio urbano, attraverso la costruzione di opere pubbliche spettacolari; presentò leggi che regolavano il lavoro; aumentò i membri del senato permettendone l'accesso ad Italici, provinciali e centurioni; promosse una lex Rubria  che concedeva la cittadinanza Romana a Transpadani e Cispadani. Inoltre, Cesare rese più stabile il suo ruolo politico elaborando una solida ideologia del potere, con la quale il giovane dittatore sembrava possedere un'aura divinizzata grazie alla sua discendenza eneadica da Venere. Ciò, naturalmente, giustificava la sua posizione regale.
Il rapporto tra il dittatore e lo scrittore di Arpino fu alquanto controverso e altalenante. Il 59 a.C., anno in cui Cesare ricoprì la carica di console, segnò il declino politico di Cicerone. Infatti, l'oratore si tenne lontano dalla vita pubblica e rifiutò le offerte di Cesare che mostrava il desiderio di ottenere una sua collaborazione. L'anno seguente, però, quando il tribuno Clodio si scagliò contro Cicerone volendolo colpire con una condanna all'esilio, il giovane Cesare non andò in soccorso dell'oratore. Dopo il suo rientro a Roma, l'Arpinate aveva perso popolarità. Nel 56 a.C., venuto a conoscenza del deterioramento dei rapporti tra Cesare Pompeo e Crasso, sperava di poter recuperare la sua prestigiosa posizione politica e di poter modificare la legge agraria proposta fatta votare da Cesare nel 59. Purtroppo i legami tra i tre uomini furono salvati grazie agli accordi di Lucca. Cicerone fu, dunque, costretto a soccombere. Infatti, dopo le ripetute pressioni di Pompeo, Cicerone rinunciò ad occuparsi della legge agraria. Nel maggio del 56 l'oratore mostrò, con la De provinciis consularibus, di appoggiare la proroga del comando gallico di Cesare. In quest'orazione, Cicerone presentava il suo riavvicinamento a Cesare dovuto ai meriti da quest'ultimo acquisiti. Riavvicinamento che si consolidò ulteriormente negli anni successivi. La svolta nei rapporti fra i due fu segnata dalla concessione dei pieni poteri a Pompeo. Ciò fu determinante per lo scoppio della guerra civile. Quando Cesare marciò su Roma, Pompeo lasciò la capitale. A questo punto Cicerone fu molto combattuto: pur essendo convinto che la vittoria di Cesare avrebbe significato la fine della repubblica, non riusciva a nutrire fiducia nel suo vecchio amico Pompeo. Alla fine, nonostante tutto l'Arpinate seguì in Grecia il suo amico.
Vinta la guerra civile, e iniziata l'opera di restaurazione dello stato, Cesare si mostrò clemente nei confronti dei vinti e in modo particolare con Cicerone al quale permise di rientrare a Roma e di riprendere la sua attività. Pur avendo elogiato la clemenza del novello dittatore (come traspare dalle orazioni Pro Marcello e Pro Ligario, con le quali l'Arpinate prendeva le difese di ex-pompeiani già perdonati da Cesare), i PS nascondono critiche alla figura di Cesare causa delle nuove tendenze che avevano favorito la degenerazione della res publica.

## L'opera
L'opera è costituita da un proemio e sei capitoli, nei quali Cicerone illustra nel dettaglio altrettanti aforismi della filosofia stoica. Sin dalle prime pagine, lo scrittore prende le distanze da Marco Porcio Catone Uticense che, nell'affrontare tali argomentazioni, aveva prediletto uno stile scarno ed essenziale, in linea con le scelte retoriche degli stoici. Al contrario, Cicerone protende per uno stile più limpido e scorrevole, adatto alla divulgazione della filosofia, anche tra le frange più basse della popolazione.

In questa ottica, acquista una certa centralità il nesso filosofia e arte oratoria. L'oratore, infatti, si rivela la figura più adatta per la diffusione dell'etica stoica, grazie alla sua formazione e alle sue abilità espressive. Da qui la definizione dell'oratore come vir bonus dicendi peritus.

### Primo paradosso
Nel primo paradosso (l'onestà è l'unico bene), Cicerone vuole dimostrare che il piacere non è un bene, perché di per sé legato al possesso dei beni materiali, che sono incerti e mutevoli. Alla bramosia di coloro che si circondano di quadri, statue, oggetti d'oro e d'argento, Cicerone contrappone la prudentiam, ovvero la saggezza degli antenati, capaci di autocontrollo e moderazione. Attraverso queste facoltà, l'uomo può diventare un modello di comportamento, laddove il perseguimento del piacere, assottigliando l'uso della ragione, pone l'uomo sullo stesso livello degli animali. Qui Cicerone inserisce una serie di esempi esplicativi che servono a dimostrare la grandezza morale degli antichi: centrale è l'esempio di Biante che, dopo l'invasione di Priene, fuggì dalla sua patria senza portare niente con sé, dichiarando che i beni più preziosi risiedevano nel suo cuore.

### Secondo paradosso
Nel secondo paradosso (il virtuoso è colui al quale non manca nulla per vivere felicemente) Cicerone presenta la virtù come uno scudo contro il dolore. Anche di fronte alle sofferenze del corpo, la virtù è in grado di regalare una felicità che si pone al di sopra di quella effimera legata al raggiungimento delle ricchezze. Esempio di questa felicità, per Cicerone, è Gaio Mario, il quale riuscì a mantenere il suo status di unus ex fortunatis hominibus sia nei momenti favorevoli che nelle avversità. Cicerone fa qui riferimento alle tematiche della morte e dell'esilio con chiara allusione alla sua vicenda personale. In particolare, l'autore afferma che la morte non è un male perché essa non basta a cancellare i meriti e la gloria dei grandi uomini: tutt'al più può essere temuta da coloro che basano la propria vita sul possesso dei beni materiali. Allo stesso modo, l'esilio non va assolutamente temuto, dal momento che la patria dell'uomo non è la città, ma il mondo (principio stoico del cosmopolitismo, secondo il quale tutti gli uomini sono cittadini di un medesimo Stato). Verso la fine, Cicerone si scaglia contro un personaggio apparentemente fittizio, dietro il quale si può facilmente ravvisare il suo avversario politico, Publio Clodio Pulcro (artefice del suo esilio nel 58 a.C.), a cui si rivolge come se fosse ancora in vita. Nell'ottica ciceroniana, Clodio, con la sua condotta di vita scellerata, si pone agli antipodi del modello del perfetto civis, l'unico capace di raggiungere la vera felicità perché custode della virtus.

### Terzo paradosso
Nel terzo paradosso (le azioni ree e quelle oneste sono identiche), Cicerone spiega che peccata et recta facta sono equivalenti in quanto per entrambe non è importante il risultato dell'azione, ma l'atto in sé, indipendentemente dai suoi effetti. Per l'autore le azioni malvagie, così come le azioni virtuose, devono essere valutate su un piano strettamente etico: è vero che l'uccisione di un padre è più grave dell'uccisione di uno schiavo e deve essere punita con una pena maggiore, ma se non si prendono in considerazione le circostanze effettuali, si arriverà alla conclusione che i due crimini sono del tutto equivalenti, in quanto comportano la medesima violazione delle leggi naturali. (“Se è vero, come è vero, che commettere un atto colpevole è come superare una precisa linea di demarcazione; una volta che si oltrepassa questo limite la colpa è stata commessa e non ha alcuna rilevanza, per l'eventuale aggravamento della responsabilità dell'infrazione, quanto tu possa procedere ulteriormente una volta che hai superato il confine tra il lecito e l'illecito” ). Così come non può essere applicata una “scala” nella valutazione della colpa, non è possibile porre su piani diversi le azioni virtuose. Al di là dei loro esiti, infatti, esse hanno tutte lo stesso valore, in quanto espressione della virtù, che è unica e indivisibile.

### Quarto paradosso
Nel quarto paradosso (tutti gli stolti sono folli) Cicerone sviluppa la tesi stoica secondo la quale lo stolto è sempre esule perché estraneo alla comunità. All'esilio simbolico di Clodio e dei suoi seguaci, dipinti come personaggi empi e scellerati, Cicerone contrappone il suo esilio (58 – 57 a. C), che non fu causato da alcun tipo di reato, bensì dall'importante posizione ottenuta a seguito della congiura di Catilina: posizione che lo rese inviso ai suoi nemici e che fu la causa vera e propria del suo forzato allontanamento. L'autore, inoltre, chiarisce che non era stato espulso da un consorzio civile, ma da un'accozzaglia di briganti e criminali in un momento in cui regnava il caos e l'illegalità. Al contrario, il suo ritorno fu garantito dal ripristino della concordia ordinum, delle funzioni politiche dei consoli, del Senato e del popolo stesso. In più momenti, Cicerone insiste sui suoi meriti personali e sui suoi rapporti privilegiati con il Senato (“Io, dunque, sono stato un vero cittadino e lo fui soprattutto allora, quando il Senato raccomandava agli Stati stranieri la mia salvezza, come quella di un cittadino esemplare”). In seguito prende nuovamente di mira la figura di Clodio, con un'ampia rassegna dei crimini e delle nefandezze da lui compiute.

### Quinto paradosso
Nel quinto paradosso (tutti i saggi sono liberi mentre gli stolti sono schiavi) Cicerone vuole dimostrare che la vera schiavitù deriva dalla sottomissione ai vizi. L'uomo libero è il saggio, ovvero colui che riesce a dominare le sue passioni, scegliendo una condotta di vita retta e moderata: ciò non deve avvenire tanto per paura delle conseguenze (essendo la paura stessa una forma di schiavitù) ma soprattutto per seguire un principio morale che reputiamo giusto e conforme alla nostra natura. Da qui la contrapposizione tra la schiavitù, intesa come condizione giuridica, e la schiavitù come condizione dello spirito. La persona veramente libera, per Cicerone, è quella che riesce a controllare i propri istinti, anche se il suo status è quello di uno schiavo. Al contrario, coloro che si sottomettono ai capricci di una donna o coloro che traggono giovamento dal possesso dei beni materiali (come i collezionisti d'arte o i cacciatori di eredità), potranno anche essere liberi giuridicamente, ma saranno sempre sottomessi ai propri desideri immoderati. Ancora una volta l'autore approfitta dell'occasione per denunciare la corruzione morale della società romana del suo tempo che è ben ravvisabile nell'atteggiamento di coloro che, assetati di potere, si sottomettono al volere di alcuni personaggi politici pur di ottenere onori, cariche e impegni governativi (“Persone che ritenevano di essere importanti, sono state costrette a divenire schiave di Cetego – che non era certo un fior di galantuomo – a colmarlo di regali, ad andare a bussare di notte alla sua porta, a implorare Precia di intercedere presso di lui. In che consiste allora la schiavitù, se un tale comportamento viene definito libero?”).

### Sesto paradosso
Nel sesto paradosso (soltanto il sapiente è ricco) l'autore si rivolge ad un interlocutore fittizio, identificabile nella figura di Marco Licinio Crasso, uno dei personaggi più in vista della Roma tardo-repubblicana, il quale si era servito di attività illecite pur di ampliare il proprio patrimonio. Partendo da questo esempio, l'autore vuole ribadire come la ricchezza non derivi dal possesso dei beni materiali, ma sia espressione di una condizione interiore. Attraverso la virtù, infatti, l'uomo è pienamente soddisfatto di quello che ha e non cerca null'altro che non sia conforme al proprio bisogno.

## Finalità dell'opera
Pur avendo un ruolo apparentemente marginale nella produzione letteraria di Cicerone, i PS fanno parte di un preciso progetto di rifondazione culturale della società romana, in un'epoca caratterizzata dalla crisi dei valori morali e religiosi. Tali presupposti spiegano l'adesione di Cicerone ai contenuti della filosofia stoica, una dottrina nata in Grecia con Zenone di Cizio e penetrata a Roma a seguito delle conquiste in Oriente. Con la sua diffusione, essa perde i tratti più rigorosi e si adatta al pragmatismo romano influenzando ogni aspetto della vita e, in particolare, di quella politica.
L'immagine del saggio stoico che si configura, nel mondo latino, come vir bonus e civis optimus, per il quale l'obbligo fondamentale è quello di conformarsi pienamente alle leggi dello stato, è utile a Cicerone per rendere più solido il suo progetto di rifondazione etica e per ricordare al ceto dirigente, ormai corrotto, quale debba essere la linea da adottare per la salvaguardia dell'ordine sociopolitico. I Paradoxa stoicorum rappresentano il pensiero stoico nella forma più intransigente che Cicerone, in linea col pensiero del suo tempo, non condivide in toto. Pur di inseguire il suo fine, infatti, presenta una falsa immagine di sé: ad esempio, nel sesto paradosso, in cui si parla della ricchezza, Cicerone presenta la sua condizione economica come modesta, a dispetto della realtà.
Va poi specificato che, oltre al bisogno di recupero del mos maiorum, la divulgazione dei precetti stoici ha anche un fine meramente politico: nel rivolgersi ad un pubblico più ampio, infatti, Cicerone porta avanti un preciso progetto di riacquisizione del favore sociale in una fase in cui l'autore, più vicino al futuro uccisore di Cesare che a questo, non dispera di ritornare protagonista sulla scena politica.

## Personaggi
L'opera passa in rassegna una serie di personaggi a partire dall'età antica. Essi costituiscono degli exempla che rendono più chiara ed efficace l'argomentazione. Da un lato emergono i patres patriae, esempi perenni di onestà e forza d'animo (a partire dai gloriosi antenati come Romolo e Numa Pompilio), eroismo (Attilio Regolo, Muzio Scevola, Publio Cornelio Scipione e Scipione Emiliano) e incorruttibilità (Fabrizio Luscino, Curio Dentato) e, dall'altro lato, i personaggi contemporanei schiavizzati dai propri interessi o affetti da vizi. Questi ultimi sono da lui stesso definiti piscinarii, poiché dopo aver raggiunto una posizione di prestigio, trascurano gli interessi dello stato per dedicarsi solamente ai propri piaceri.
Tra i contemporanei, acquistano una posizione di rilievo soprattutto due figure: Publio Clodio Pulcro e Marco Licinio Crasso. Con Clodio Cicerone aveva avuto un rapporto piuttosto burrascoso. Ex guardia del corpo di Cicerone durante la congiura di Catilina, Clodio era divenuto uno dei suoi più acerrimi avversari politici a seguito delle posizioni assunte dallo stesso Cicerone durante il processo relativo alla scandalo della Bona dea. Clodio ebbe, però, modo di vendicarsi allorquando, alleatosi con Cesare, accusò Cicerone di illegalità nella gestione della condanna dei congiurati, sebbene tale soluzione non fosse stata proposta da lui, ma dall'ala conservatrice del senato, che faceva capo a Catone Uticense. Nei PS Cicerone, più volte si rivolge a Clodio, rimproverandone i vizi e la cattiva condotta operata nella gestione del potere, soprattutto al tempo del suo mandato come tribuno della plebe. 
L'altro personaggio a cui Cicerone si rivolge con ostilità è Marco Licinio Crasso, ex seguace di Silla, il quale aveva avuto un ruolo determinante nella difesa di Clodio durante il processo della Bona dea. Membro del primo triumvirato e nemico del Senato, Crasso aveva sempre svolto una politica in funzione della sua posizione economica e degli interessi della sua classe.  Nei PS Cicerone gli muove un'accusa: quella di essersi arricchito in maniera non propriamente lecita. Sin dalle proscrizioni sillane, infatti, Crasso aveva adoperato una serie di espedienti che lo avevano portato ad ampliare il suo patrimonio in maniera esponenziale. Ciò che Cicerone condanna di Crasso, però, non è la posizione raggiunta, ma il profondo attaccamento ai beni materiali: nella sua ottica, infatti, le ricchezze sono un bene da condividere e da adoperare per provvedere ai reali bisogni dello stato.

## Tradizione dell'opera
I Paradoxa stoicorum sono giunti a noi attraverso dei codici che ci hanno tramandato anche altre opere ciceroniane: il De natura deorum, il De divinatione, il Timaeus, il De fato, i Topica, il Lucullus e il De legibus. Questa tradizione manoscritta presenta errori significativi e delle lacune che hanno convinto i filologi dell'esistenza di un archetipo comune. Tra i codici superstiti i più autorevoli sono i Vossiani latini, il Vindobonense latino e il Fiorentino marciano. Inoltre, i PS ci sono pervenuti grazie anche a un gruppo di codici definiti deteriores che, secondo gli studi filologici, paiono derivare dai Potiores (famiglia di codici considerati meliores).